# Лепенска поткапина
Лепенска поткапина је археолошки локалитет који се налази 50m узводно од измештеног локалитета Лепенски Вир.
То је вишеслојни локалитет на коме су констатовани трагови насеља из раног неолита Старчева, из позног енеолита културног комплекса Коцофени—Костолац и из позног бронзаног доба групе Жуто брдо—Гирла Маре.